# Sukinda
Sukinda is een stad in de staat Odisha in India. De stad is gelegen in het district Jajpur en telt ongeveer 2,6 miljoen inwoners. De stad is een centrum van zware industrie gebaseerd op de aanwezigheid van chromiet bij Sukinda. Sukinda is een belangrijk productiecentrum van het Indiase Tata-concern.
Volgens het Blacksmith Institute is Sukinda een van de 10 meest vervuilde steden ter wereld.